# 香港考試及評核局

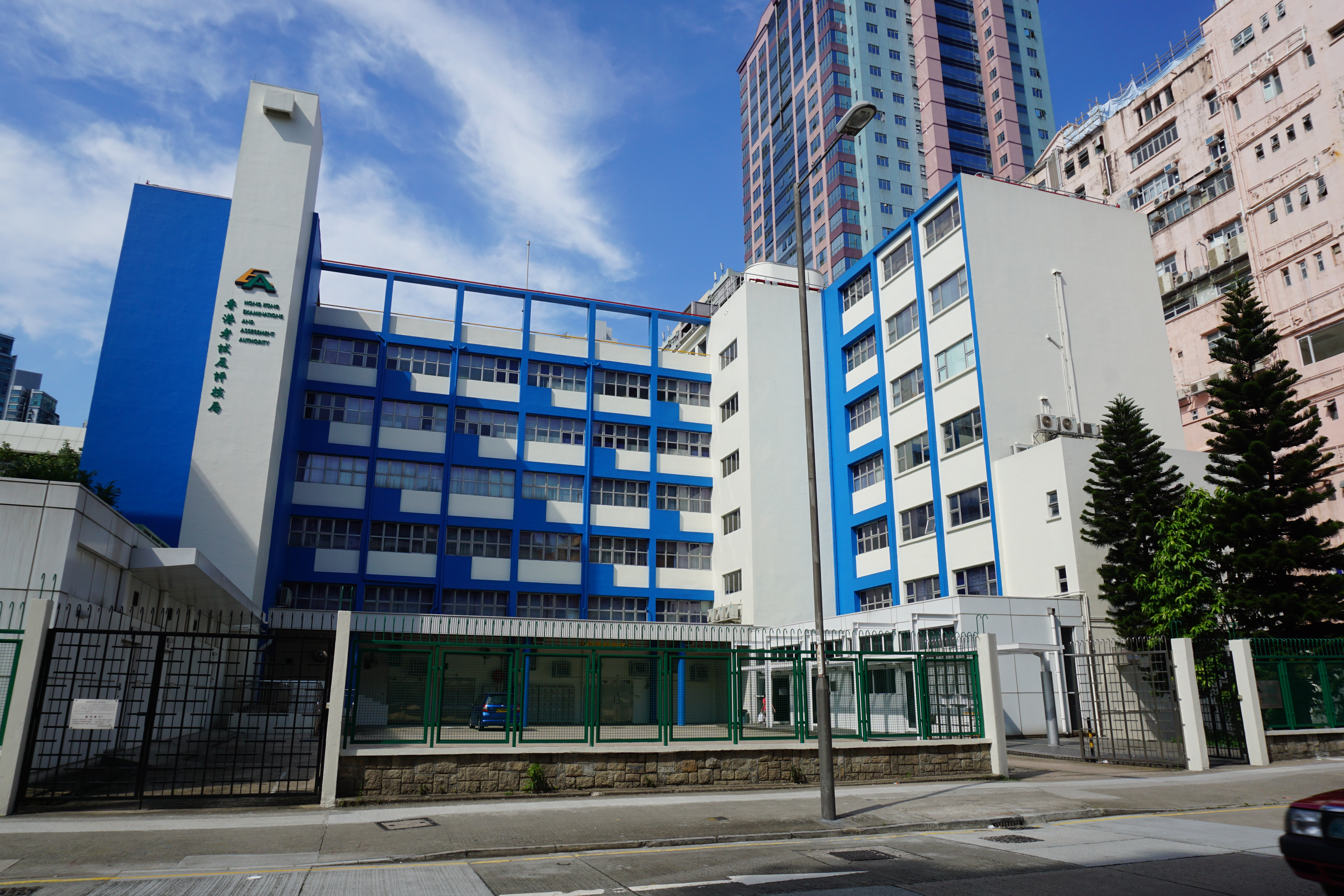
香港考試及評核局新蒲崗辦事處

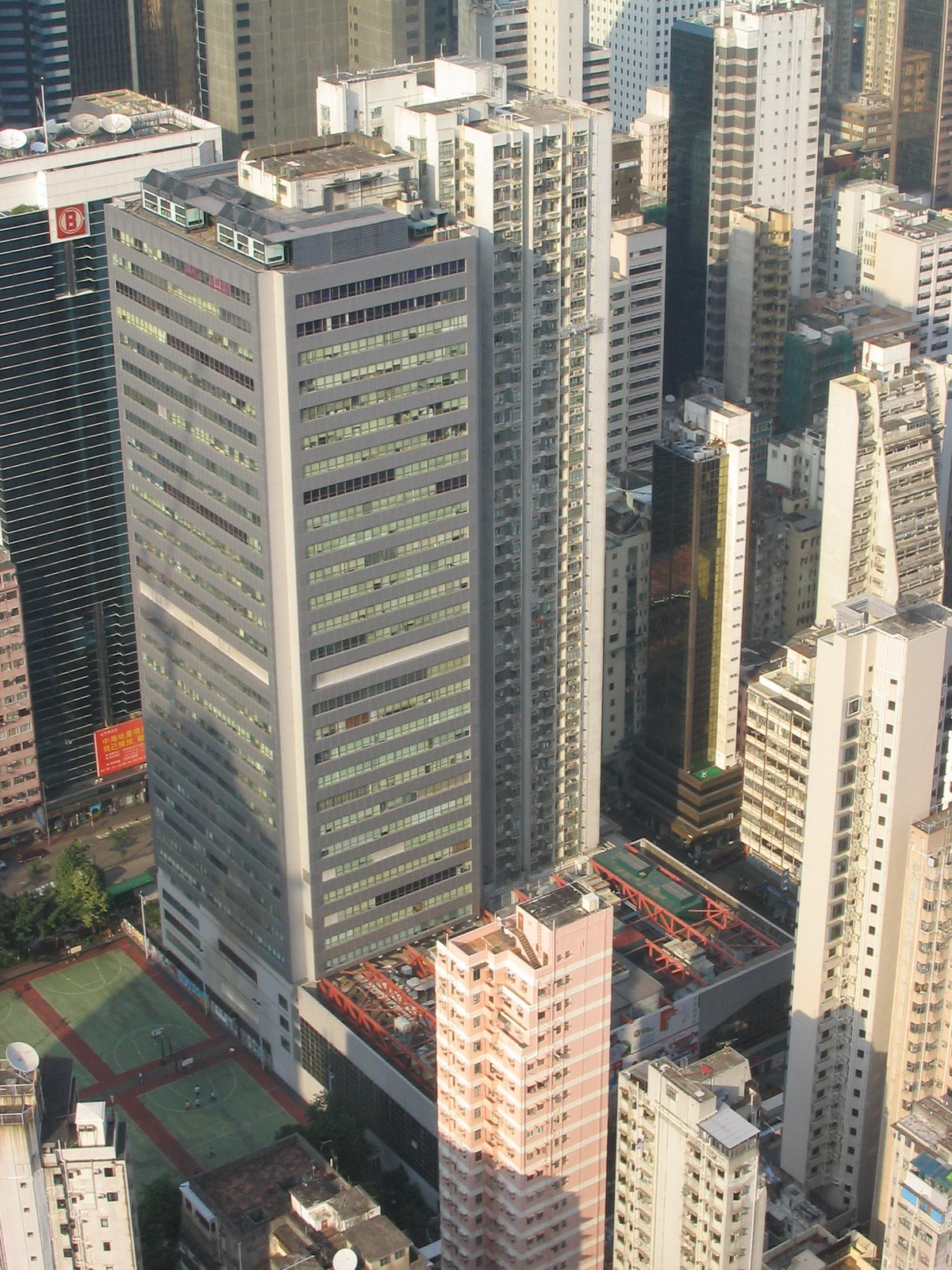
香港考試及評核局灣仔辦事處位於修頓中心

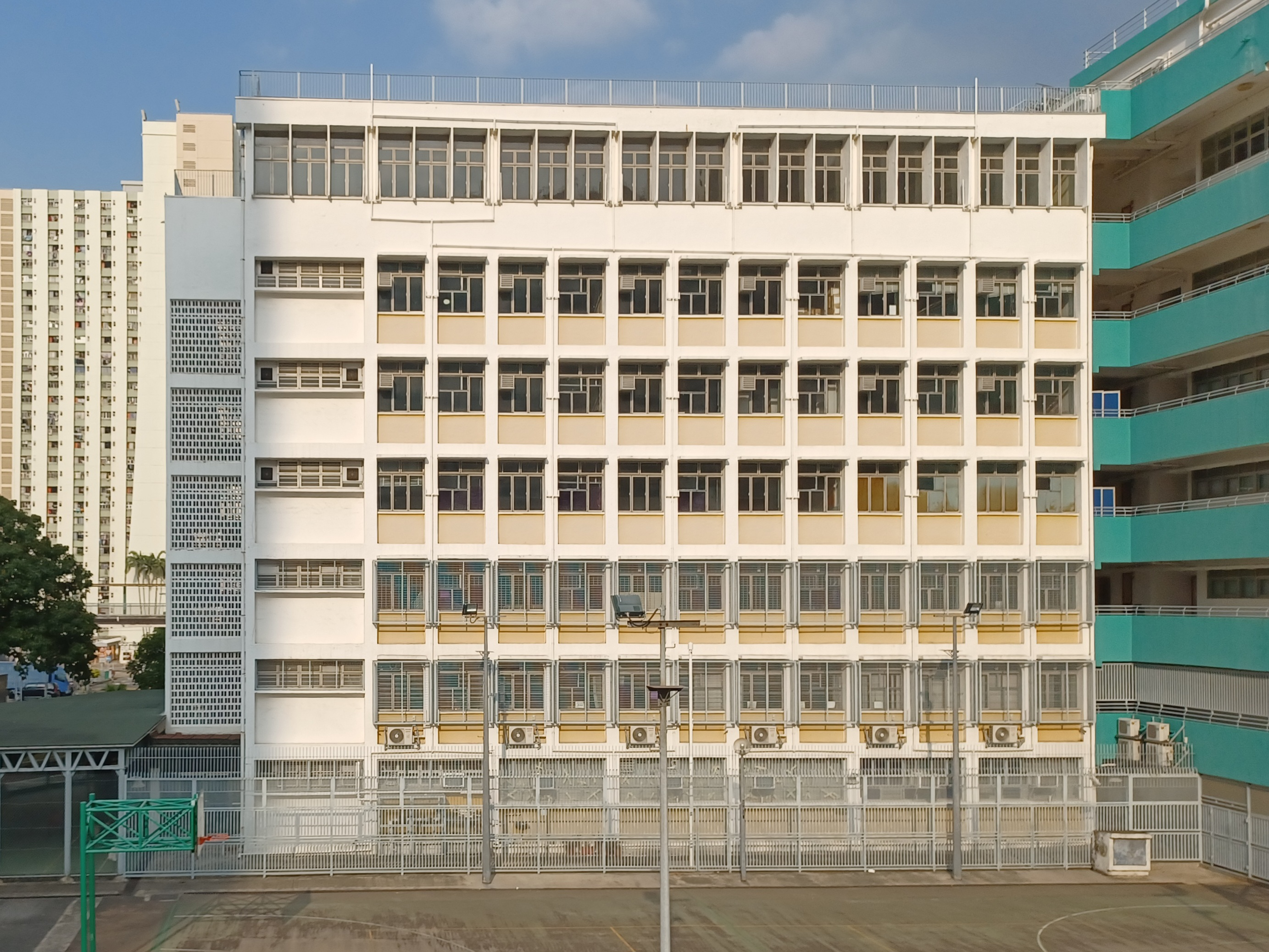
香港考試及評核局大興評核中心

香港考試及評核局（簡稱考評局），前稱香港考試局（簡稱考試局），是專責安排及統籌考試的香港法定機構。香港考試局於1977年5月成立，並於同年8月1日開始執行其法定任務。考試局成立初期，財政來源主要來自政府；1981年，考試局才正式成為財政獨立及自負盈虧的獨立法定機構。為更有效反映考試局的角色及工作，考試局於2002年7月正式易名為香港考試及評核局。

## 歷史與發展
1977年5月5日，香港法例第261章《香港考試局條例》（2002年修訂為《香港考試及評核局條例》）正式通過，香港考試及評核局前身香港考試局隨即成立，並在同年8月1日正式運作。由1978年起，香港考試局接辦一年一度的香港中學會考（HKCEE），另承辦約35項國際及專業考試，考生人次約12萬6千人。香港考試局又於1979年開始接辦香港中文大學入學資格考試（CUHK Matriculation Exam），並易名為香港高等程度會考（已於1993年停辦）；及至1980年該局更接辦香港大學入學資格考試（HKU Matriculation Exam），並易名為香港高級程度會考（HKALE）。每年報考這兩個公開考試的人數合共超過100,000人。
除香港中學會考及香港高級程度會考外，考評局亦為小學及初中舉辦「基本能力評估」。考評局於2004年首次為全港小三舉辦全港性系統評估，並於2005年推展至小六，及至於2006年，更將評估推展至中三。
因應香港高中課程於2009年起實行三三四高中教育改革，香港考評局於2012年開始舉辦香港中學文憑（HKDSE）考試，取代現有的兩個公開考試——香港中學會考和香港高級程度會考。而考評局已於2010年舉辦最後一次的香港中學會考及2012年舉辦最後一次香港高級程度會考。但為配合重讀生的需要，考評局已承諾會因應有意重考生的人數，於2011年為重讀生安排重考個別香港中學會考科目；2013年則為安排重考香港高級程度會考。
而隨著資訊科技日新月異，考評局近年開始引入一系列嶄新及先進技術，如於2006年首次引入電腦條碼以更有效處理大批試卷，網上評卷系統亦於2007年正式在中學會考的中國語文及英國語文科採用。考評局於2008年會進一步將系統推展至其他8個會考及高考的其他科目，如會考電腦與資訊科技、高考的中國語文及文化、英語運用科等；亦會將技術推展至教師語文能力評核及全港性系統評估。
| 年份 | 里程碑 |
| ---- | --- |
| 1977 | 香港考試局成立 |
| 1978 | - 接辦香港中學會考 - 首次於高級程度會考化學科引入校本評核 |
| 1979 | 接辦香港中文大學入學資格考試，並易名為香港高等程度會考 |
| 1980 | 接辦香港大學入學資格考試，並易名為香港高級程度會考 |
| 1985 | 取消G、H兩等級成績，以U「不予評級」取代F等級以下的成績 |
| 1986 | 首次舉辦中學會考英文科聆聽測驗 |
| 1987 | 取消於高級程度會考及高等程度會考證書上，顯示各科的應考語言 |
| 1988 | 首次舉辦普通話水平測試 |
| 1989 | 首次於考試證書上，以電腦印上考生中文姓名 |
| 1990 | - 首次舉辦普通話高級水平測試 - 首次舉辦中英數基本能力測試 |
| 1991 | 中學會考成績每級分為二等 |
| 1992 | - 高級程度會考成績每級分為二等 - 高級程度會考首設中文版試卷 - 最後一屆香港高等程度會考 - 最後一屆中英數基本能力測試                                                                                                 |
| 1994 | - 高級程度會考增設高級補充程度科目 - 首次於高級程度會考增設高級補充程度英語運用、中國語文及文化科兩個科目 |
| 1995 | 首次以電台廣播進行英語聆聽測驗 |
| 1996 | 香港考試局網站啟用 |
| 1999 | - 推行全面優質管理計劃 - 於新蒲崗設立Prometric測試中心（Prometric Computer-based Test Centre） |
| 2001 | - 首次為高考及會考考生提供網上查閱成績服務 - 教育評核服務部正式成立，並開始推行「基本能力評估」 - 首次引入電腦化考試技術；而地產代理資格考試成為首個由考評局開發的電腦化考試                                        |
| 2002 | - 香港考試局易名為「香港考試及評核局」 - 會考及高考正式取消一級二等制（即A(01)、A(02)、B(03)、B(04)等）的評級匯報方式                                                                                               |
| 2003 | 首次為高考及會考自修生提供網上報名服務 |
| 2004 | - 首次舉辦小三全港性系統評估 - 就三三四學制改革及香港中學文憑考試的課程舉行首輪公眾諮詢 |
| 2005 | - 全港性系統評估推展至小六舉行 - 會考及高考取得ISO 9001:2000認證 - 舉辦「中華人民共和國國家司法考試」以配合「內地與香港更緊密經貿關係安排」（CEPA）的措施                                                           |
| 2006 | - 全港性系統評估推展至中三舉行 - 於會考及高考所有科目的答卷（除多項選擇題答卷），引進電腦條碼及掃瞄技術應用電腦條碼及掃瞄技術 - 首次為會考及高考自修生和夜校考生提供以電話短訊接收成績通知的服務 - 舉辦網上托福考試 |
| 2007 | - 會考中國語文及英國語文科開始使用「水平參照」模式匯報考生成績 - 公開考試資訊中心正式成立 - 3間評核中心正式成立，並以網上評卷系統完成評閱約66萬份答卷                                                               |
| 2011 | - 最後一屆香港中學會考（只限自修生報考） |
| 2012 | - 舉辦首屆香港中學文憑考試 |
| 2013 | - 最後一屆香港高級程度會考（只限自修生報考） |

## 委員會
考評局委員會是考評局的監管組織，轄下設有多個委員會，在不同範疇為考評局提供協助及意見。
委員會由17名委員組成。委員會的成員由特區政府行政長官委任，主要來自中學、高等院校、課程發展議會、職業訓練局及教育局，同時亦有工商及專業界別人士。委員會包括6名當然委員及11名委任委員。

## 秘書處
香港考試及評核局的秘書處共聘用超過300名全職人員為公眾服務，以及處理考評局委員會及其轄下事務委員會的工作。在每年的考試季度，考評局均會聘用接近8,000名工作人員，擔任試卷擬題員、審題員、閱卷員、校對員、題目核分員、口試考官及監考員，而大部分均為中學及大學的資深教師。考評局秘書處由秘書長及副秘書長領導。

## 管理層
考評局主席及副主席由政府委任，任期一般為3年。人選通常來自商界的專業人士、中國內地全國政協、教育界或學校校長等。
現任管理層
- 主席：容永祺先生（Mr Yung Wing-ki, Samuel, SBS, MH, JP）（2018年9月1日至今）
- 副主席：邱少雄先生（2022年9月1日至今）
- 秘書長：魏向東教授（Prof Wei Xiang-dong）（2021年3月1日至今）
- 副秘書長：已於2015年前取消[4]

| 歷任主席 - 陶建先生、許瑜先生（1977年-1983年） - 鄭正訓先生（1983年-1990年） - 方鏗先生（1990年-1996年） - 周明權先生（Dr CHOW, Ming Kuen Joseph）（1996年－2003年8月31日） - 顧爾言先生（Mr KOO, Yee Yin Irving）（2003年9月1日－2009年8月31日） - 吳克儉先生（Mr NG, Hak Kim Eddie）（2009年9月1日－2012年6月30日） - 陳仲尼先生（Mr Rock Chen Chung Nin）（2012年9月1日－2018年8月31日） | 歷任副主席 - 陶建先生、許瑜先生（1977年-1983年） - 陳佐舜（1987年-1993年） - 譚萬鈞博士（Prof TAM, Man-kwan）（1993年－2001年8月） - 陳璐茜女士（Mrs CHAN, Rosalind）（2001年9月－2003年8月） - 張百康先生（Mrs CHEUNG, Pak-hong）（2003年9月1日－2006年8月31日） - 許俊炎先生（Mr HUI, Chin-yim Stephen）（2006年9月1日－2012年8月31日） - 石玉如女士（Ms SHEK, Ruth Yuk-yu）（2012年9月1日－2016年8月31日） - 麥志強先生（Dr Mak Chi-keung）（2016年9月1日至2022年8月31日） |

| 歷任秘書長 - 賀勤先生（1977年-1989年） - 陳永照先生（1989年-1992年） - 蔡熾昌先生（Mr CHOI, Chee Cheong）（1992年－2004年8月） - 姚培德博士（Dr HILL, Peter W）（2004年8月－2007年12月） - 張永明博士（Dr CHEUNG, Wing Ming Francis）（2007年12月－2010年12月14日） - 唐創時博士（Dr TONG Chong-sze）（2011年4月1日－2017年8月31日） - 蘇國生博士（Dr So Kwok-sang）（2017年9月1日－2021年2月28日） | 歷任副秘書長 - 陳永照先生（1977年-1989年） - 蔡熾昌先生（1989年-1992年） - 京力士先生（1992年-1996年） - 潘韶眉女士（1996年-2004年） - 張永明博士（2004年-2007年） - 卜俊智先生（2009年-2012年） - 張光源先生（2012年-2014年；署任） |

## 財政
考評局是政府成立的法定機構，但財政獨立，以自負盈虧運作，政府並沒有為考評局提供經常性資助，考評局的最主要收入來源是考生應考公開考試所繳付的考試費，包括香港中學文憑考試，另外是協助舉行考試的服務費，包括政府機構及專業團體委託的資格考試，以及受海外機構委託的考試。其他收入包括出版刊物、統計及評核服務，該局會定期發刊其主辦考試的過往試題，供考生或導師購買作為練習，還有關於考試的統計報告及詳細分析資料供學校採購。
香港中學文憑考試作為考評局最主要的收入來源，其考試費上的收入在2016至17年度佔整體收入約45.6%。惟香港多年來都處於低出生率，中學畢業生人數連年遞減，影響考評局的收入，從2014年起已因此錄得虧蝕，需要靠儲備維持服務，同時增加考試費，另推行節流措施，必要時向政府申請一筆過撥款維持獨立運作及繼續提供考試和評核服務。

## 服務
2009年，香港考試及評核局舉辦包括超過200個國際及專業考試。包括香港中學會考、香港高級程度會考、香港普通話水平測試、香港教師語文能力評核、全港性系統評估、中華人民共和國普通高等學校聯合招生考試、AP考試、SAT、ACT等。
考評局一直致力確保考生在公平的環境下應考，考評局亦特別為有視障、語障肢體殘疾及其他學習障礙的考生提供特殊考試服務，如為視障考生提供點字機或放大鏡；為考生提供放大試卷的服務等。
除以上考試外，考評局亦為近130個國際考試機構及專業團體，舉辦超過200個考試，以滿足香港社會人士，希望通過考取不同資格以提升個人成就的需要。如每年報考人數眾多的英國皇家音樂學院的考試、托福考試等，亦是由考評局舉辦；而近年報考人數攀升的專業考試，如「認可財務策劃師（CFP）資格認證考試」及特許金融分析師「Chartered Financial Analyst (CFA) Examinations」、「香港證券專業學會證券及期貨從業員資格考試」（SI），亦是由考評局舉辦。
而鑑於香港與內地的夥伴關係日趨密切，考評局亦正積極與內地多個考試機構謀求合作，讓香港市民能考取內地的資格，亦讓內地人士報考香港的考試。

### 出版
考評局每年都會將各科的過往試題、評卷參考、考試報告印刷成書本出售。就香港中學會考及香港高級程度會考而言，考評局於2003年前，是以5年合訂本的形式出版（但英文科則以單年本出版）；至2003年起，考評局將《考試報告及試題專輯》改為所有科目以單年本出售，方便考生選擇購買時所需之年份試題，而內容方面，除試題外，亦包括考試範圍、評卷參考、考生表現報告、統計資料如及格率等，以供考生作更詳細的參考。

### 計算機
考生在香港考試及評核局舉辦的考試中，除語文科目外，可以使用得到香港考試及評核局認可、並印有「▌▌▌▌█ H.K.E.A. APPROVED」或「▌▌▌▌█ H.K.E.A.A. APPROVED」橙色准用標籤的計算機。如考生的計算機上未預先印上標籤或標籤褪色，可在考試前到考評局加印標籤。
1991年，由於當時的考試局發現學生能透過引發Casio fx-4100P的記憶體錯誤來輸入英文字母，成為潛在作弊工具，故禁止考生使用點陣顯示的計算機，並安排合規格的計數機印上准用計算機標籤，以便監考員檢查。

## 異常事件

### 1997年試題審查委員會秘書長向兒子洩漏中學會考多科試題答案
1997年，考試局接獲多名閱卷員報告，指同一考生於中學會考多科考試獲得異常高分，而其答卷之答案與評卷參考幾乎完全相同，甚至把標準答案的一些錯處搬字過紙，考試局遂懷疑有內部人員在考試舉行前向應屆考生洩漏多科試題及評卷參考，認為事態嚴重，向廉政公署求助。廉署向涉案考生就讀的學校查證後，發現其學業成績平常，科科摘優的可能性不高，更揭發其父親為考試局經濟科及政府與公共事務科試題審查委員會秘書長麥長華，於是對麥父展開調查，並向法庭申請搜查令到其寓所及辦公室搜查，結果搜獲多科應屆會考評卷參考及多條夾萬鎖匙，隨即拘捕麥氏父子，並知會考試局調查進展，局方決定在案件審結前不向涉案考生發放成績。麥長華在廉署人員警戒下承認盜取及複製同事之夾萬鎖匙，然後從夾萬取出並複印八科試題及評卷參考給兒子熟讀，兒子於應考時把答案默寫於答題簿上獲取佳績，涉及科目包括英國語文（課程乙）、中國語文、數學、物理、化學、生物、經濟和歷史。廉署起訴麥長華「准許他人取閱考試局試題」罪，他於東區裁判法院首次提堂時承認控罪以求減刑。辯方資深大律師王正宇為麥長華求情時指麥氏家族中多人因遺傳病英年早逝，被告因而憂慮自己或會早死，故希望兒子早日成才成為家庭支柱。裁判官李頌賢判刑時斥責他為一己私利處心積慮偷取試卷，嚴重違反誠信及破壞考試局公信力，稱如非有閱卷員及時察覺並挺身舉報，考試局便要向其兒子發出八優的成績單，本欲判被告入獄，但考慮到他沒有案底，感化官報告指他適宜從事社會服務，且坦白認罪及因望子成龍心切而犯案，決定判處220小時社會服務令 （於一間社區中心教授結他），麥同時亦被革職和取消退休金。其兒子雖未被律政司刑事檢控，但因在考試前獲悉試題內容而違規，被考試局取消所有成績，仍可重考。事後考試局加強試題保密措施，鎖匙須存放在密封的信封內，防止資料外洩。

### 香港高級程度會考純粹數學科試題印錯事件
2001年4月，香港高級程度會考純粹數學科發生試題印錯事件，卷二第8題所提供的函數，把「{\displaystyle 6-x}」誤印成「{\displaystyle x-6}」，令題目無法算出。考試局在同月27日檢討補救方法後，決定以不重考但調整考生分數的方式處理。

### 五年遺失77份試卷
申訴專員公署於2004年3月揭發考評局在過去五年遺失多達77份香港高級程度會考及香港中學會考的考生答卷，不但沒有通知考生，也未有按程序追究責任，申訴專員公署直指考評局失職，損害公眾對香港考試制度信心。申訴專員公署在調查中發現，有一名評卷員在2000年的公開考試遺失多達7份試卷，考評局在沒有通知考生的情況下，只給予考生一個評估分數，也沒有披露評估的依據，對於遺失試卷也沒有詳細調查及追究責任，更未有訂立懲處機制，申訴專員公署指遺失試卷是考評局失職，對考生不公平。考評局回應承認過去確有遺失試卷，而且很少評卷員會被處分，對於受遺失試卷影響的考生設立重考則有資源問題，因為單是重擬試題的涉款已數以萬計。考評局又稱發現遺失試卷後，會以考生該科其他考試的成績評分，如該科只有一次考試，則參考校內成績及其他考生表現評估分數。
考評局被揭發多年來遺失試卷的失職後，於2004年起會通知受影響考生，考生如果不接受評估分數可選擇免費重考。考評局又稱為防止經常發生遺失試卷，會加強試卷交收的管理，同時引入網上評卷，減少遺失試卷的機會。

### 2005年香港高級程度會考（中國語文及文化科卷一及卷三）
2005年香港高級程度會考（下稱高考）中國語文及文化科（下稱中化科）考試發生了一系列的爭議，當中以閱讀理解部份的「攪切榨」爭議最廣為人知。
2005年4月8日舉行的高考中，文化科卷一乙部閱讀理解，試卷臨時改變考核方式，由2000年開始的考察速讀改回精讀，問題形式由填充題及多項選擇題改回考問答題，篇章由6篇短篇改回3篇長篇，影響考生表現，并引起多名考生向考評局投訴。而其中的閱讀篇章《中年是下午茶》（香港文學家董橋作品）被考生批評過於艱深，其中一條問題問及文章內「攪一杯往事，切一塊鄉愁，榨幾滴希望」中「攪」、「切」、「榨」三字在文中的意思，由於太过艱深引起普遍考生的不滿，並以「攪切榨」一詞作為表達不滿的用語。
至於翌日2005年4月9日舉行的高考中化科卷三聆聽理解，處境為一群醫生討論歷史人物。其中一名黃先生說到王莽、希特拉和周公，指首兩個人是「煽惑者」，「煽惑者」指的是「有人喺（在）公共事務上，先盡量討好民眾，利用佢嘅（他的）情緒煽風點火、矇蔽歪曲，攻擊同（與）自己唔（不）同意見，以達到個人目標」（括號內為粵語口語用語的書面語文字）。這被外界指責為「政治洗腦」。香港教育專業人員協會前會長司徒華批評考評局已有預設立場，反問很多東西也與生活有關，為何一定要講政治。
對於這次事件，考評局學科部副總監黃兆生回應香港傳媒，否認閱讀理解試卷更改考核模式，指局方從未硬性定明該試卷應考篇章數目，亦未有規定不能以問答題方式評核，故「並不存在任何不公平」。他又指出，試題是由香港大專院校及中學有關學科的教師擬寫及審題，已確保試題的程度適合中七學生回答。
而針對聆聽試卷「政治洗腦」的指責，黃兆生指試卷只要求考生判斷聆聽內容中有否談及某些題目，並非要求考生就題目作價值觀判斷或表達個人政治觀念，因此沒有洗腦的問題。
- 參考文獻：
  - 《考評局否認「政治洗腦」》，2005-04-12，《蘋果日報》
  - 《高考中文科被投訴不公》，2005-04-12，《太陽報》
  - 《高考生投訴改評核方式》，2005-04-12，《東方日報》
  - 《高考試題 被抨「政治洗腦」》，2005-04-12 ，《香港經濟日報》
  - 《高考生改歌詞諷考評局》，2005-04-19，《明報》

### 2006年香港中學會考（英文科課程乙）
2006年5月4日舉行的香港中學會考英國語文科（課程乙）考試，懷疑有考生知道文章出處後，立即要求到洗手間，並利用手提電話或個人電子手帳到有關網站尋找答案。事件惹來大批考生不滿，更有人在網上發起聯署，要求考評局徹查事件。
考試完結後，有部分考生於網上討論區留言，指在該考試的試卷二中，其中佔該卷22分的語法運用（MC Cloze）中，直接參考一個關於防止不良手提電話短訊的網站http://www.stoptextbully.com（页面存档备份，存于） ，並於該試卷的題目中及其引用部分列出其網址。
有考生在網上討論區的留言指出，於考試進行一段時間後，發現有異常數目的（約5-10名）考生於同一時間要求如廁，並且回來時間也比正常的長，遂懷疑該群考生利用如廁時間，利用手提電話在廁格上網，並記下題目留空的部分在原網站所寫的詞語，回席後填寫答案。
引起學生反彈最大的原因，主要在於兩方面：一方面指出考評局對於攜帶手提電話和考試中如廁學生監管不足。雖然於考試規則及準考證上，已說明不能隨身攜帶手提電話（但可放於書包內並置於椅子下），亦有於開考前提醒考生，然而監考員無權搜身及「搜查一些明顯不可能藏有試卷的位置」，不能侵犯考生私隱；另一方面，涉及事件的題目超連結過於簡單，絕大部分的考生都能記得該網址，加上內容除作為題目的部分留空外，也沒有任何的修改或重寫，令人懷疑考評局自設作弊機會。
該事件已引起同日應考該試卷的極多考生不滿，事件發生後三日，考評局已收到逾80宗關於該事件的投訴。網上亦有考生發起簽名運動抗議，短短一日已收集超過一萬個簽名。同時，受事件影響的部分考生要求考試局取消該卷成績或擇日重考。
香港考試及評核局於5月19日宣佈，在英國的網站管理機構、香港警方及電訊管理局的協助下，已跟進本年中學會考英國語文科（課程乙）考試中懷疑手提電話作弊事件，發現並無證據顯示5月4日考試中曾出現大規模的作弊情況。由於無出現廣泛違規，考評局重申毋須安排重考該科或取消部份試題的評分。然而考慮到公眾對事件的關注，考評局檢討有關於試場內使用手提電話的規則後，於2007年的會考及高考，考評局特別加強提醒考生有關於試場內禁止使用手提電話及電子通訊器材的規則，亦加重罰則。

### 2007年香港中學會考（中文作文）
2007年4月27日舉行的香港中學會考中文科作文題目其中一題為檸檬茶，其後發現英皇教育的中文科補習教師蕭源在補習班中提供了一篇名為《凍檸茶》的範文供學生參考。有考生指這題條目太冷門，這樣也猜中，被質疑是試題被外露，有不公平的情況。及後考評局檢視有關試卷的擬備過程及進行調查，認為並無證據顯示有試題外洩的情況。

### 2008年香港中學會考（中文卷一、卷五）
2008年4月25日舉行的香港中學會考中文科卷一「閱讀能力」出現嶄新的試題模式，其中多項選擇題佔全卷逾半分數，而且答案意思極為相近，被批評試卷考核考生的推理及常識多於中文能力。另有教師指出部份題目难度過大，其中第二篇中國唐代詩人張若虛的《春江花月夜》更被指為中七至大一中國文學科教學選材。翌日的卷三「聆聽能力」中，《春江花月夜》再度被提及，當中的錄音資料更有《春江花月夜》的解釋。
而卷五「綜合能力考核」，考評局追上潮流，以潮流用語出題考核學生。可惜，考評局誤把「屈機」解作「玩遊戲者因無法取勝而屈服」，又創作了就連當下年青人也看不明的「潮句」——「見鬼勿O嘴；潛水怕屈機」；因為考評局胡亂解釋又胡亂堆砌潮流用語、潮流語句，翌日即成各大報章（如星島日報、蘋果日報）之抨擊對象。另一方面，有中學中文科教師認為，試卷不應用上這些粗鄙的字眼，因較單純的學生根本未接觸過這些粗鄙的字眼，對他們造成不公。（資料來源詳見『屈機』見於香港中學會考考試題目事件）
另外，在卷五的錄音資料中，加插了一段聲音詭異的模擬萬聖節廣告，令考生感到不安及誤以為收音機「跳台」。

### 2010年香港中學會考
2010年4月23日舉行的中國語文科卷一「閱讀能力」試題被考生批評過於艱深。試題包括兩篇文章，一篇是張中行的「自嘲」，佔分超過全卷七成；另一篇則是文言文。試後大批考生批評試卷過於艱深，已達到高考程度，文章亦過分冗長，題型與過往會考不同，令考生無所適從。事件引起社會關注，4月25日《太陽報》以「末代會考生反迫害」作為頭條。無綫晚間新聞更訪問培正中學教師討論是屆會考中文卷一試卷。
同日舉行的中文科「寫作能力」考試亦被批評，當中有一作文題目為「校園火警演習眾生相」，被指與補習天王蕭源於堂上教授的「戲院火警演習眾生相」極為相似，是繼2007年「檸檬茶」事件後再次鬧出「貼中試題」及「試題泄漏」疑雲。
亦有考生批評翌日舉行的中文「聆聽及綜合能力」考試錄音聲帶速度過快，錄音內容與答題簿先後次序不一，使考生須將答題簿揭來揭去。也有人批評收音機接收不清卻不准前往特別室應考。亦有考生擔心中文科成績不及格，嚴重影響升讀中六的機會，表示會發起遊行抗議試題艱深。
末代會考最惹人批評的是印有考生資料的電腦條碼貼紙必須在開考後才能貼上，否則視為違反考試規則。而一般為全卷貼上電腦條碼需要花上15秒至1分鐘不等，此舉變相縮短考試時間，這個改變引起大批考生抗議，認為考評局有心為難末代考生，或故意拖累考生成績，以突顯將推行的中學文憑試的成功。考評局則回應指，以往曾有考生在貼上電腦條碼時偷看試題，亦有考生在考試後才要求補貼電腦條碼，影響收卷流程及考試公平性，所以今年實施有關新安排。
有考生當日發起名為「考評局有心玩謝末代會考生 2010會考慘不忍睹」和「我相信可能找到十萬人是討厭香港考評局」的facebook群組，吸引數萬人加入。有約20名考生於同年6月27日冒著大雨遊行到政府總部，抗議當局對末代考生支援不足，又拒絕開辦舊制中五課程，同時抗議考評局於今年的會考新增的規例為考生帶來不必要壓力及認為對末代考生不公。

### 2016年香港中學文憑考試
身兼考評局公開考試委員會委員的保良局莊啟程預科書院副校長許頌聲（該學年被調職至另一保良局初中書院），被發現懷疑與其任教預科書院的其中一名女生發展地下情及性交，並於短訊內表示曾經用自己於該委員會的內部機密資料促進該女生的學習。網民關注公開考試的公平及公信性。考評局於事件被報章報導當天，宣佈該委員已辭職。至今考評局暫沒有向警方舉報。比較新舊委員會成員名單，顯示該涉嫌擅取機密而辭職的委員就是保良局莊啟程預科書院副校長許頌聲。

### 2016-17年中學文憑考試機密試題外洩
2018年六月，現代教育補習名師蕭源（原名蕭志勇）、考評局一名監考員（即其妻子蔡盈盈）及兩名前口試主考員（其中一人為時任香港華仁書院中文科教師吳宏樑），同被廉政公署落案起訴不誠實取用電腦罪。疑犯涉嫌將2016年及2017年中學文憑考試中文科考試保密的試題傳送予蕭源。其中一位口試主考員亦被指，向蕭源傳送有關2017年中文科考試一個簡介會的保密資料。 一個月後，廉政公署再起訴現代教育導師劉冠華（Kris Lau），以及19歲前評卷助理黃子軒。他們涉嫌貪污及非法取用智能電話，收發2017年英文科卷三（聆聽及綜合能力）的機密資料。
案件其後被改編成電視劇廉政行動2022單元四， 由胡諾言飾演影射蕭源之角色劉學思。

### 2020年歷史科爭議試題事件
2020年5月14日，在香港中學文憑考試歷史科的考試中，其中一題要求考生回答及解釋是否同意「1900-45年間，日本為中國帶來的利多於弊」，惹來爭議。香港教育局發聲明，認為試題的資料極為片面和「嚴重傷害了在日本侵華戰爭中受到莫大苦難的國民的感情和尊嚴」。香港考評局則發聲明指為避免影響閱卷的公正性和損害考生利益，不宜作出評論，但強調一如其他科目考試，歷史科設有「審題委員會」，委員的背景有大學教授、具豐富教學經驗的中學教師及/或校長、課程及學科專家等，依據該科《課程及評估指引》與《評核大綱》擬定試題及評卷指引。當中「避免影響閱卷的公正性和損害考生利益」的考量而言，皆因不排除評卷員的家人可能曾經受日軍不人道對待，因而有機會令評卷員受情緒影響。經詳細討論之後才正式定稿。該條有關20世紀初中日關係的試題被指引導考生答日本為中國帶來利多於弊，考評局被批評漠視受難國民的情感尊嚴及歷史真相屬出題不當，考評局出題人士也被批評為「教棍」。

### 2020年盧家耀及梁紫艷離職
於Facebook曾留言「林鄭滾蛋！」及支持反修例示威言論的該局評核發展部高級經理盧家耀和通識科評核發展經理梁紫艷已離職。考評局回應不評論內部人事的事宜。而評核發展部經理兼文憑試歷史科委員會秘書楊穎宇在Facebook指「沒有日本侵華，哪有新中國？忘本呀！」及教人買「龍獅旗」。

## 批評
2009年，申訴專員公署接獲涉及考評局的投訴較2007年大增超過三倍。申訴署總調查主任鄧健章表示該局在行政體制上存在問題。他又指出該局負責覆核試題工作的評核發展經理，同時兼任試卷擬題員，存在角色衝突。而申訴專員黎年也指所有試題均經過兩次試做及九次校對，結果仍然出錯，反映該局職員得過且過。據申訴專員公署報告指出，考評局有八宗罪：
| 批評         | 解釋                                                           |
| 職責不清     | 無列明評核發展經理必須確保試卷無錯漏和含糊之處。               |
| 角色衝突     | 評核發展經理兼任試卷擬題、審題及校對工作，違反當局指引。       |
| 程序失效     | 經過兩次試做及九次校對仍發現有試題錯誤。                       |
| 不存紀錄     | 擬題員在電腦進行試題修訂工作，無保留正式紀錄。                 |
| 得過且過     | 擬題員粗心大意，在出錯後不承認責任，只以「人之常情」回應了事。 |
| 不認錯糾正   | 有關職員在編印試題時無糾正出錯及含糊之處，且表現滿不在乎。     |
| 投訴欠指引   | 處理考生投訴的指引模糊不清，只依賴不成文的工作共識。           |
| 補救措施不足 | 職員在出錯後只曉「頭痛醫頭，腳痛醫腳」，治標不治本。           |

## 辦事處及聯絡方法
- 灣仔辦事處：香港灣仔軒尼詩道130號修頓中心12-14樓
- 新蒲崗辦事處：九龍新蒲崗爵祿街17號
- 秘書處：香港灣仔皇后大道東248號陽光中心7樓
- 查詢電話：（852）3628 8833
- 傳真：（852）3628 8088
- 公開考試資訊中心電話：（852）3628 8860

## 評核中心
- 灣仔評核中心：香港灣仔軒尼詩道130號修頓中心13樓
- 新蒲崗評核中心：九龍新蒲崗爵祿街17號202室
- 荔景評核中心：新界葵涌荔景邨小學第一校舍
- 荃灣評核中心：新界荃灣城門道7號
- 大興評核中心：新界屯門大興邨第3小學校舍
- 紅磡評核中心：九龍紅磡機利士路68號[51]

## 資料來源
1. ↑  . 電子版香港法例.   [2018-06-01].
2. 1 2 3  . www.hkeaa.edu.hk.   [2018-06-01]. （原始内容存档于2021-05-26）.
3. ↑  . www.hkeaa.edu.hk.   [2018-06-01]. （原始内容存档于2021-05-26）.
4. ↑  . on.cc東網. 2015-03-12  [2025-01-13] （中文（香港））.
5. 1 2 3 4  香港考試及評核局. . 2018  [2023-02-11]. （原始内容存档于2023-02-11）. （页面存档备份，存于）
6. ↑  .   [2021-06-23]. （原始内容存档于2019-08-15）. （页面存档备份，存于）
7. ↑  .   [2021-06-23]. （原始内容存档于2019-08-20）.
8. ↑  . 大公報. 2017-05-19  [2018-01-17]. （原始内容存档于2020-08-21）.
9. 1 2  . 香港考試及評核局公共事務及傳訊組. 2018-05-30.
10. ↑  . 明報. 2017-08-08  [2018-01-17]. （原始内容存档于2018-01-18）.
11. ↑  . 香港01. 2017-08-08.
12. ↑  . 香港考試及評核局.   [2017-01-04]. （原始内容存档于2021-05-26）.
13. ↑   (PDF).   [2015-04-15]. （原始内容存档 (PDF)于2017-03-12）.
14. ↑  Zinedine Zhou.  (PDF). 香港計數機科技協會. 2001-10-21  [2017-05-04]. （原始内容存档 (PDF)于2020-08-21） （中文（繁體））.
15. ↑  . 東方日報. 2017-05-04  [2017-05-04]. （原始内容存档于2020-11-27） （中文（繁體））.
16. ↑  麥長華未有偷取宗教科試題及評卷參考，其兒子於該科原獲C級。
17. ↑  . South China Morning Post. 1997-08-14  [2025-01-13] （英语）.
18. ↑  . 明報. 1997-08-14.
19. ↑  . 明報. 1997-08-29.
20. ↑   (PDF). www.hkeaa.edu.hk.   [2025-01-13].
21. ↑  《1997年香港中學會考年報》，香港：香港考試局，1997年。
22. ↑  . South China Morning Post. 1997-08-14  [2025-01-13] （英语）.
23. ↑  . 東方日報. 2001-04-02: A16.
24. ↑  . 太陽報. 2001-04-27: A10.
25. ↑  . 香港經濟日報. 2001-04-28: A22.
26. ↑  .   [2024-03-24]. （原始内容存档于2024-03-18）.
27. ↑  .   [2024-03-24]. （原始内容存档于2024-03-18）.
28. ↑  . 蘋果日報. 2004-03-05  [2018-01-17]. （原始内容存档于2019-08-19）.
29. ↑  . 星島日報. 2004-04-25  [2018-01-17]. （原始内容存档于2019-08-15）.
30. ↑  . 蘋果日報. 2004-01-27  [2018-01-17]. （原始内容存档于2019-08-22）.
31. ↑  . 東方日報. 2009-03-30  [2017-11-16]. （原始内容存档于2017-11-16）.
32. ↑  . 太陽報. 2010年4月25日  [2010年6月10日]. （原始内容存档于2020年8月21日） （中文（繁體））.
33. ↑  . 文匯報. 2010年4月24日  [2010年6月10日]. （原始内容存档于2010年4月26日） （中文（繁體））.
34. ↑  . 太陽報. 2010年4月25日  [2010年6月10日]. （原始内容存档于2020年8月21日） （中文（繁體））.
35. ↑  . 太陽報. 2010年4月25日  [2010年6月10日]. （原始内容存档于2020年8月21日） （中文（繁體））.
36. ↑  . 蘋果日報. 2010年4月24日  [2010年6月10日]. （原始内容存档于2010年6月17日） （中文（繁體））.
37. ↑  . 太陽報. 2010年4月25日  [2010年6月10日]. （原始内容存档于2020年8月21日） （中文（繁體））.
38. ↑  . 東方日報. 2010年6月28日  [2010年6月28日]. （原始内容存档于2020年10月26日） （中文（繁體））.
39. ↑  . now 新聞. 2016年1月9日  [2016年1月9日]. （原始内容存档于2018年8月3日） （中文（繁體））.
40. ↑   (PDF). 香港考試及評核局. 2016年1月13日  [2016年1月13日]. （原始内容 (PDF)存档于2016年3月3日） （中文（繁體））.
41. ↑   (PDF). 香港考試及評核局. 2016年1月8日 （中文（繁體））.[]
42. ↑  . 香港廉政公署. 2018-06-04. （原始内容存档于2018-08-03）.
43. ↑  . 明報. 2018-07-25  [2020-07-29]. （原始内容存档于2018-11-30）.
44. ↑  . 立場新聞. 2020-05-14  [2020-05-15]. （原始内容存档于2020-05-21）.
45. ↑  吳倬安; 朱潔玲. . 香港01. 2020-05-15  [2020-05-15]. （原始内容存档于2021-02-12）.
46. ↑  . 東網. 2020-05-17  [2020-05-17]. （原始内容存档于2020-08-21）.
47. ↑  . 東網. 2020-05-16  [2020-05-16]. （原始内容存档于2020-08-21）.
48. ↑  . the-sun.on.cc.   [2025-01-13].
49. ↑  . 頭條日報. 2021-07-29  [2022-01-21]. （原始内容存档于2022-06-04）.

## 外部連結
- 香港考試及評核局（页面存档备份，存于）